# Pseudodoliops elegans
Pseudodoliops elegans är en skalbaggsart som först beskrevs av Heller 1916.  Pseudodoliops elegans ingår i släktet Pseudodoliops och familjen långhorningar.
Artens utbredningsområde är Filippinerna. Inga underarter finns listade i Catalogue of Life.